# Jozef Israëls

Jozef Israels, gezeichnet von Jan Veth

Jozef Israëls (geb. 27. Januar 1824 in Groningen; gest. 12. August 1911 in Den Haag) war ein niederländischer Maler und Grafiker. Er zählt zu den bedeutendsten Vertretern der Haager Schule.

## Leben
Nachdem Israëls zunächst in Groningen bei Jacob Bruggink, Johan Joeke Gabriël van Wicheren und Cornelis Bernardus Buijs unterrichtet worden war, ging er im Alter von 18 Jahren in Amsterdam bei Jan Adam Kruseman und bei Johan Willem Pieneman in die Lehre. Mit einigen Unterbrechungen blieb er bis 1871 in Amsterdam, um danach vorwiegend in Den Haag zu arbeiten.
Von 1845 bis 1847 lebte er in Paris. Im Atelier des Franzosen François-Édouard Picot lernte er das Malen romantischer Historienbilder. Durch die Bekanntschaft mit dem Belgier Louis Gallait und dem französischen Niederländer Ary Scheffer kam Israëls ebenfalls zur Romantik. In dieser Periode wurde er ebenso von Horace Vernet und Paul Delaroche beeinflusst. In dieser Zeit lernte er auch Johan Barthold Jongkind und die Maler von Barbizon kennen.
Zurück in Den Haag waren es seine Vorstellungen von einfachen Leuten, vor allem den Fischern aus Zandvoort und Katwijk (Südholland), die ihn berühmt machen sollten.
Ab seinem Umzug nach Den Haag (1871) war er eng mit Hendrik Willem Mesdag befreundet. Zusammen initiierten sie 1876 die Hollandse Teekenmaatschappij (die Holländische Zeichengesellschaft) und spielten eine wichtige Rolle im Den Haager Pulchri Studio.  Israëls war auch mit Max Liebermann befreundet. Er begleitete ihn und seine Ehefrau Martha, geb. Marckwaldt, 1984 einige Tage auf ihrer Hochzeitsreise durch Holländische Dörfer.
Bis 1885 unterrichtete er seinen Sohn Isaac Israëls (1865–1934), über den er schrieb: Mit Gottes Hilfe wird er ein besserer Maler als sein Vater werden. Nach 1885 ging Isaac seinen eigenen Weg und wurde zusammen mit George Hendrik Breitner unter dem Namen Amsterdamer Impressionisten bekannt.
1902 wurde er als auswärtiges Mitglied in die Académie des Beaux-Arts aufgenommen. Der Académie royale des Sciences, des Lettres et des Beaux-Arts de Belgique (Classe des Beaux-Arts) gehörte er seit 1899 als assoziiertes Mitglied an.
1905 erschien sein vielgelesenes Buch über Rembrandt. Es wurde in fünf Sprachen übersetzt.

## Ehrungen
Am Groninger Vismarkt, an der Stelle, an der sein Geburtshaus stand, erinnert eine Gedenktafel an Jozef Israëls.

## Bilder (Auswahl)
- Waterpijp rokende Turk (1845), Groninger Museum, Groningen
- Na de Storm (1858), Stedelijk Museum, Amsterdam
- Verdronken Visser (1861), National Gallery, London
- The Cottage Madonna (1867), Institute of Arts, Detroit
- Kinderen der zee (1872), Rijksmuseum, Amsterdam
- Alleen op de wereld (1878), Rijksmuseum Amsterdam
- Het Joodse Huwelijk (1903), Rijksmuseum Amsterdam
- Levensavond (1904–1907), Kunstmuseum, Den Haag

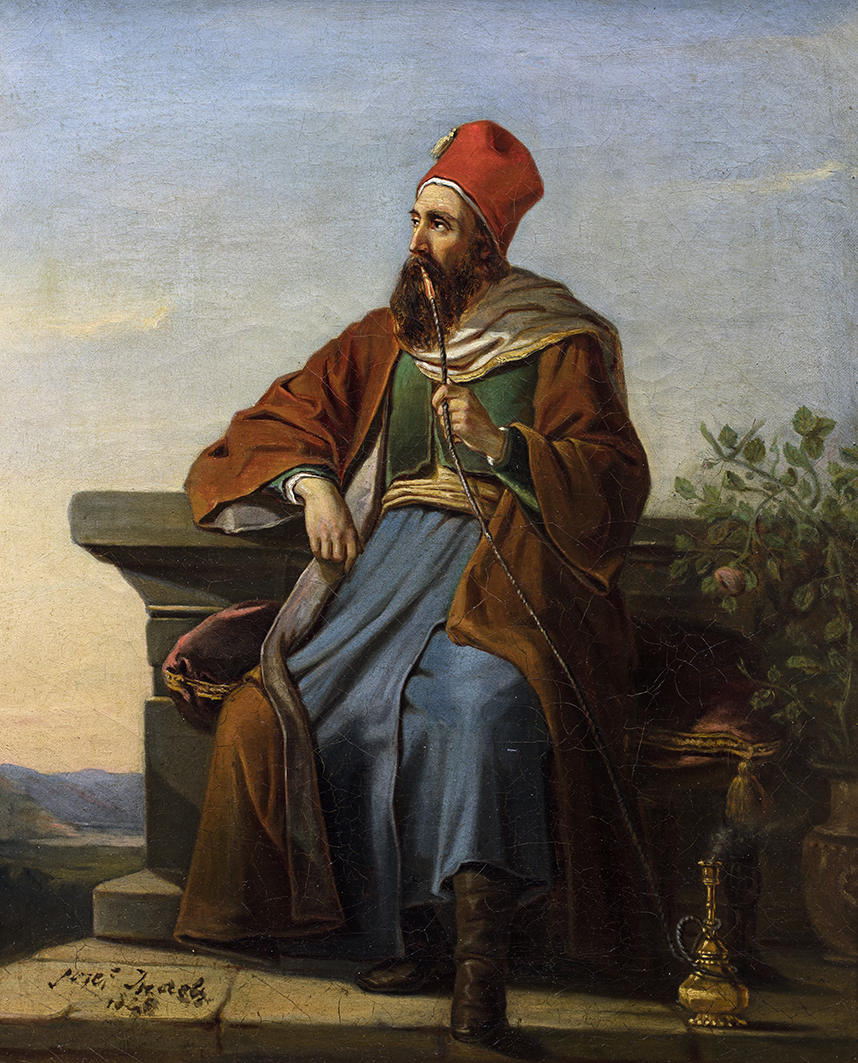
Wasserpfeife rauchender Türke, 1845
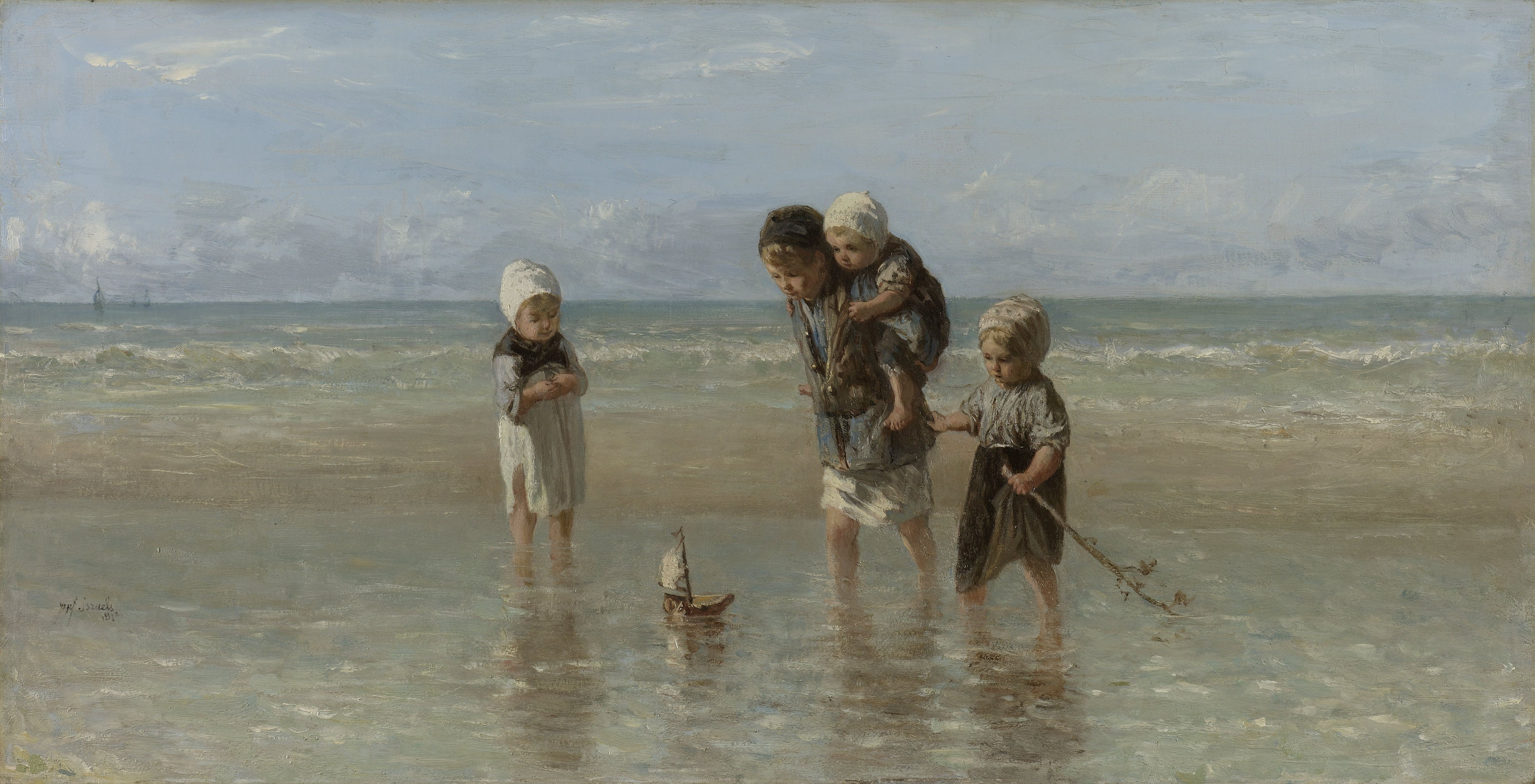
Kinder des Meeres, 1872
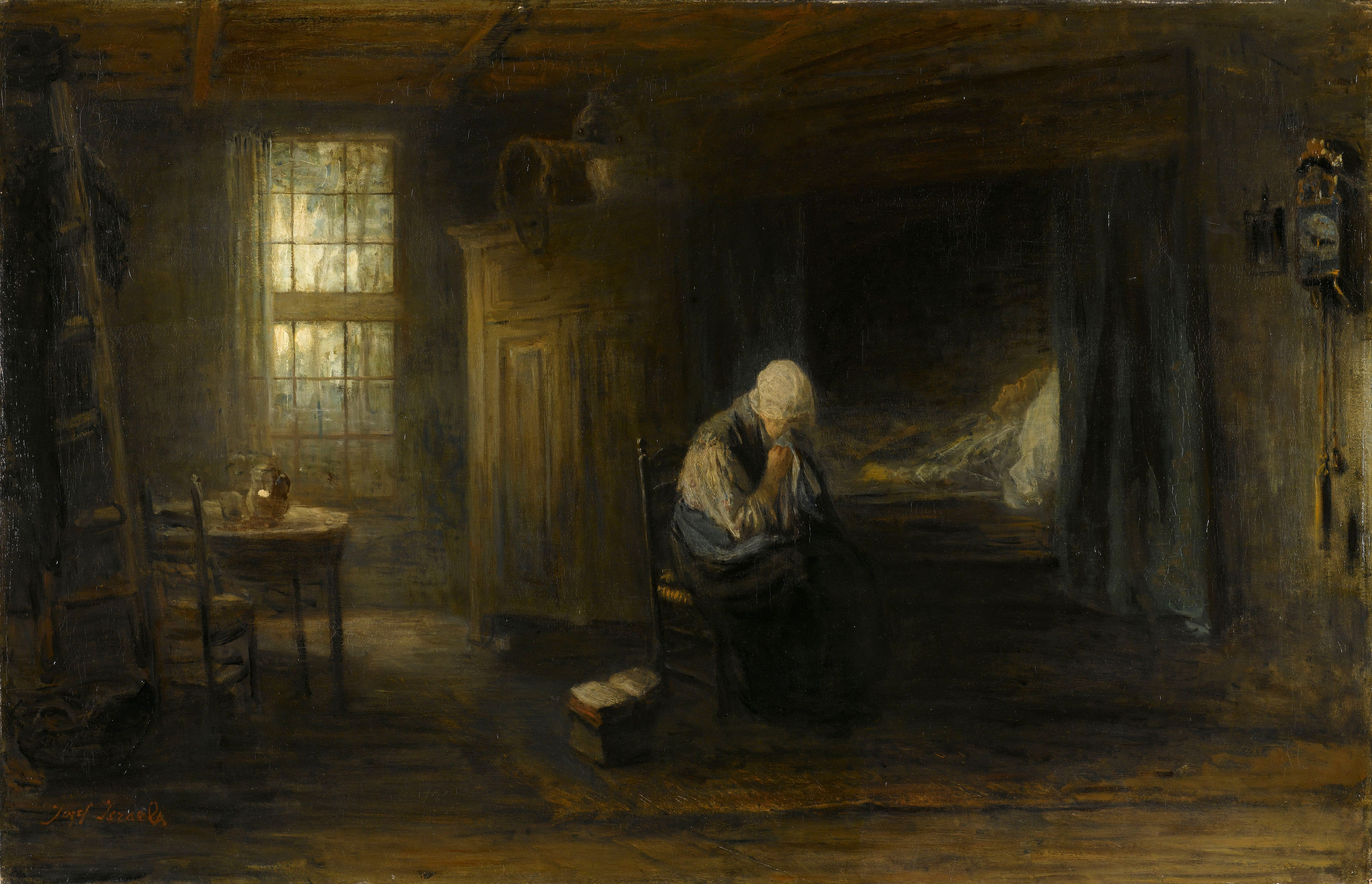
Allein auf der Welt, 1878
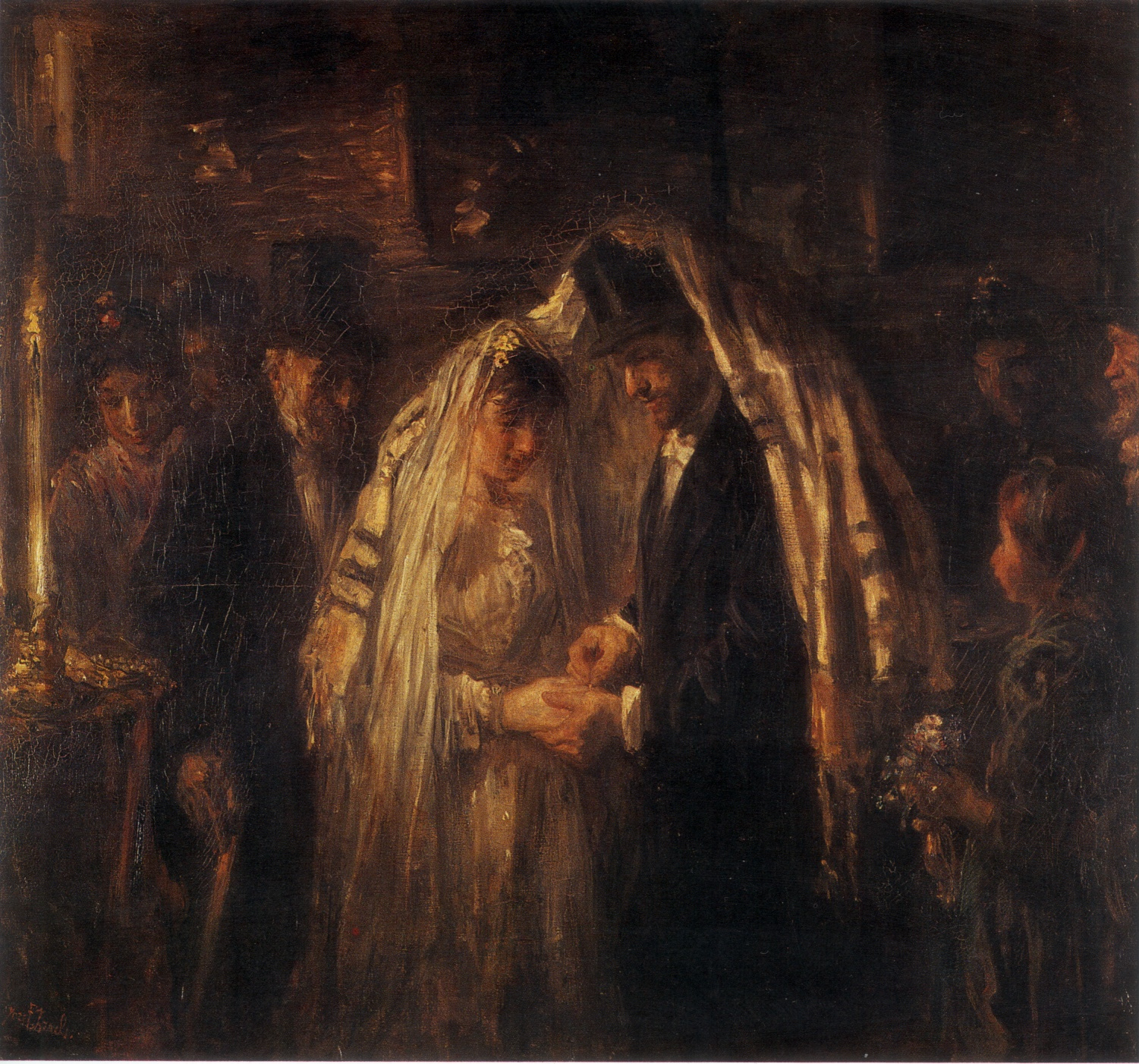
Eine jüdische Hochzeit, 1903
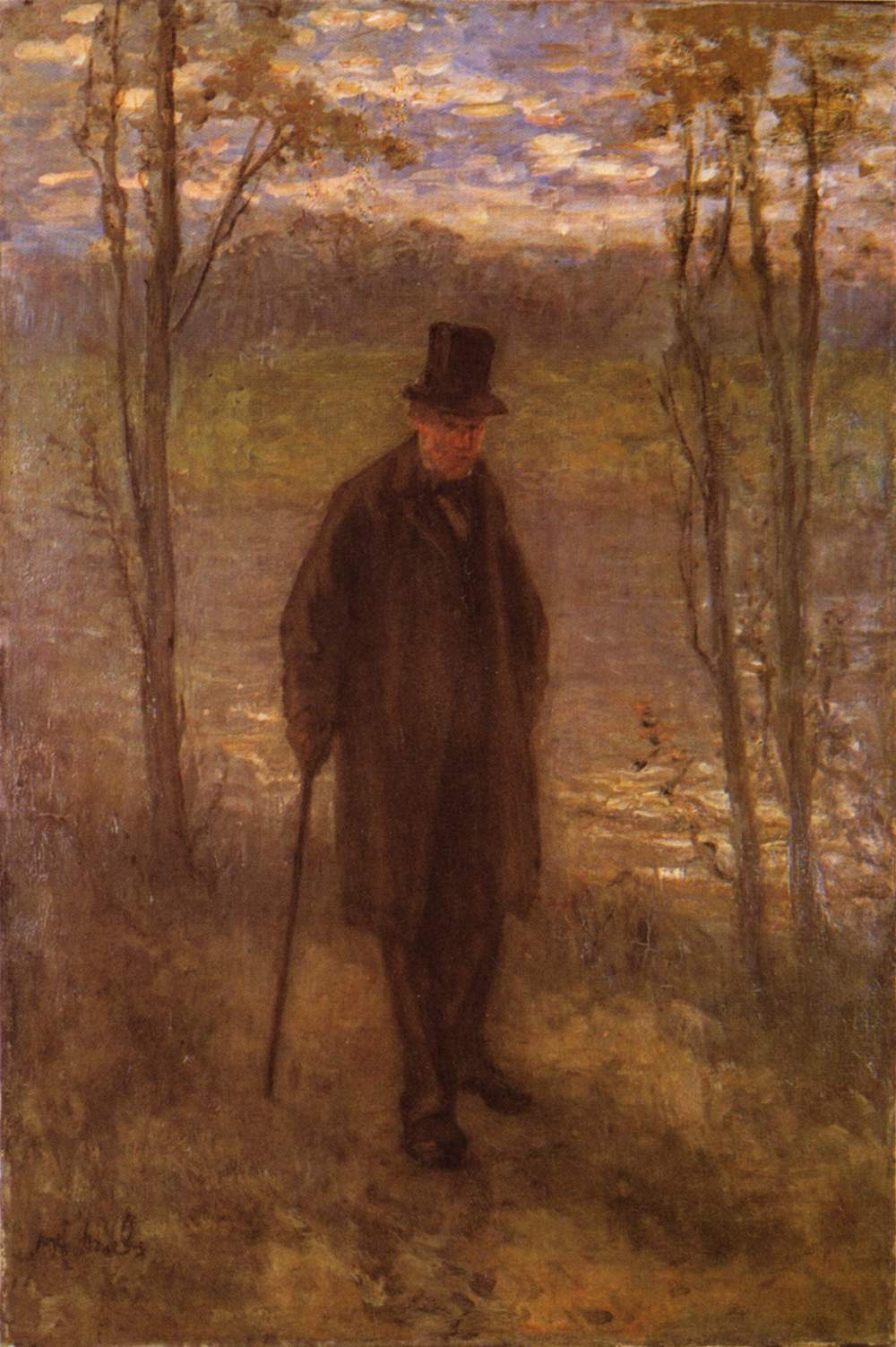
Lebensabend (Wenn man alt geworden ist), 1904–1907

## Schriften
- Rembrandt. Van Kampen & Soon, Amsterdam 1905
  - 1. deutsche Übersetzung von Else Otten: Rembrandt. Eine Studie. Concordia Deutsche Verlagsanstalt, Berlin 1906.
  - 2. deutsche Übersetzung von Leo Blumenreich: Rembrandt. Harmonie, Verlagsgesellschaft für Literatur und Kunst, Berlin 1909.
- Spanien. Eine Reise-Erzählung. Mit Nachbildungen von Handzeichnungen des Verfassers („autorisierte deutsche Ausgabe“, aber ohne Angaben zum Übersetzer), Bruno und Paul Cassirer: Berlin 1900. online bei archive.org